# Джон Гънисън
Джон Уилям Гънисън (на английски: John Williams Gunnison) е американски военен офицер и изследовател.

## Ранни години (1812 – 1841)
Роден е на 11 ноември 1812 година в Гоушън, Ню Хампшър, САЩ. През 1837 г. завършва втори по успех от 50 кадети Военната академия в Уест Пойнт. Военната си кариера започва като артилерийски офицер във Флорида, където прекарва една година в непрекъснати сражения с индианските племена семиноли. Поради влошено здраве е прехвърлен в Топографския корпус. Започва да се занимава с картиране на неизвестни области на Флорида, но здравето му го принуждава да напусне блатистите райони на щата.

## Изследователска дейност (1841 – 1853)
От 1841 до 1849 извършва топографски дейности в района на Големите езера – границата между щатите Уисконсин и Мичиган, западния бряг на езерото Мичиган и брега на езерото Ери. На 9 май 1846 е повишен в чин старши лейтенант.
През пролетта на 1849 е назначен като заместник-командир в експедицията на Хауард Стайнсбъри занимаваща се с топографски измервания в района на Голямото солено езеро. По време на тежката зима, която експедицията прекарва в Солт Лейк Сити, Гънисън се сприятелява с живеещите там мормони и извършва проучвания на техните вярвания. След като се завръща във Вашингтон, окръг Колумбия, написва книга озаглавена „The Mormons or Latter-Day Saints, in the Valley of the Great Salt Lake: A History of Their Rise and Progress, Peculiar Doctrines, Present“.
От 1851 до 1853 Гънисън продължава картирането в района на Големите езера, по-точно областта около залива Грийн Бей. На 3 март 1853 е повишен в чин капитан.
Предизвиканият от „калифорнийската златна треска“ стремителен ръст на населението в тихоокеанските области на САЩ, ускоряват работите по търсенето на най-удобно трасе за построяване на Трансамериканска жп линия. През 1853 тези дейности се вършат от няколко отряда, разпратени по пет маршрута, пресичащи на различни места територията на САЩ от Мисисипи до Тихия океан. На 3 май 1853 Гънисън е назначен за ръководител на южния отряд, който трябва да заснеме полосата между 38° и 39° с.ш. в района на Скалистите планини. През юни 1853 отрядът тръгва от Сейнт Луис, изкачва се по река Арканзас и през октомври достига град Манти в щата Юта. Преминава Скалистите планини и горния басейн на река Колорадо по левия ѝ приток на река Гънисън (290 км) и в Големия басейн достига до езерото Севир. Там на 26 октомври 1853 г. отрядът е нападнат от разбойническа банда и загиват 12 души, в т.ч. и Гънисън. Останали без опитен ръководител отрядът прекратява по-нататъшната си дейност.

## Памет
Неговото име носят:
- град Гънисън 38°33′ с. ш. 106°56′ з. д. / 38.55° с. ш. 106.933333° з. д. в щата Колорадо, САЩ;
- град Гънисън 39°09′ с. ш. 111°49′ з. д. / 39.15° с. ш. 111.816667° з. д. в щата Юта, САЩ;
- езеро Гънисън в щата Ню Хемпшир, САЩ;
- река Гънисън 39°04′ с. ш. 108°35′ з. д. / 39.066667° с. ш. 108.583333° з. д. в югозападната част на щата Колорадо, от басейна на Колорадо;
- национален парк Гънисън в щата Колорадо, САЩ;
- окръг Гънисън в щата Колорадо, САЩ, с административен център град Гънисън;
- язовир Гънисън в щата Юта, САЩ.